# Lutherkirche (Senftenberg)

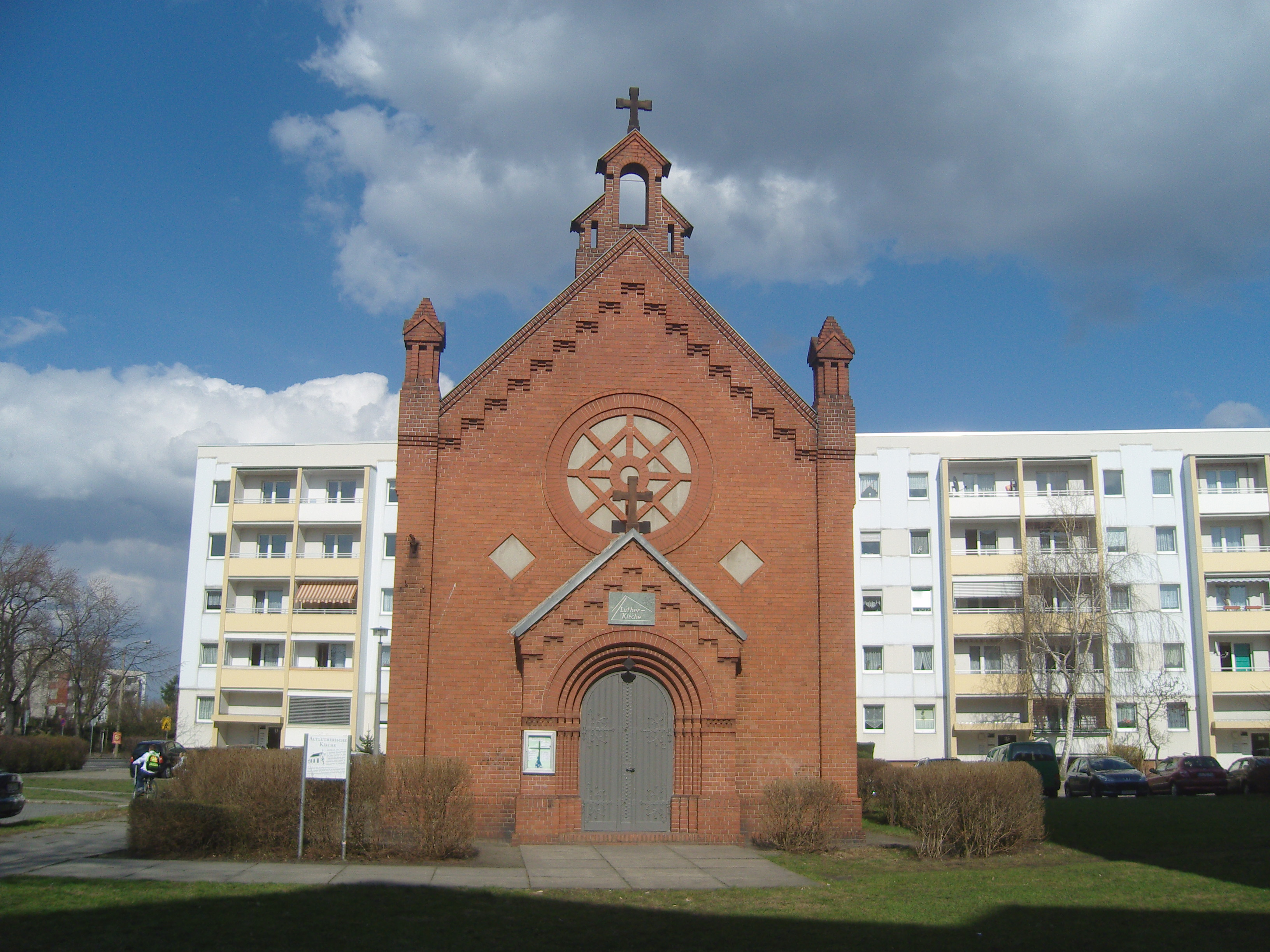
Frontansicht

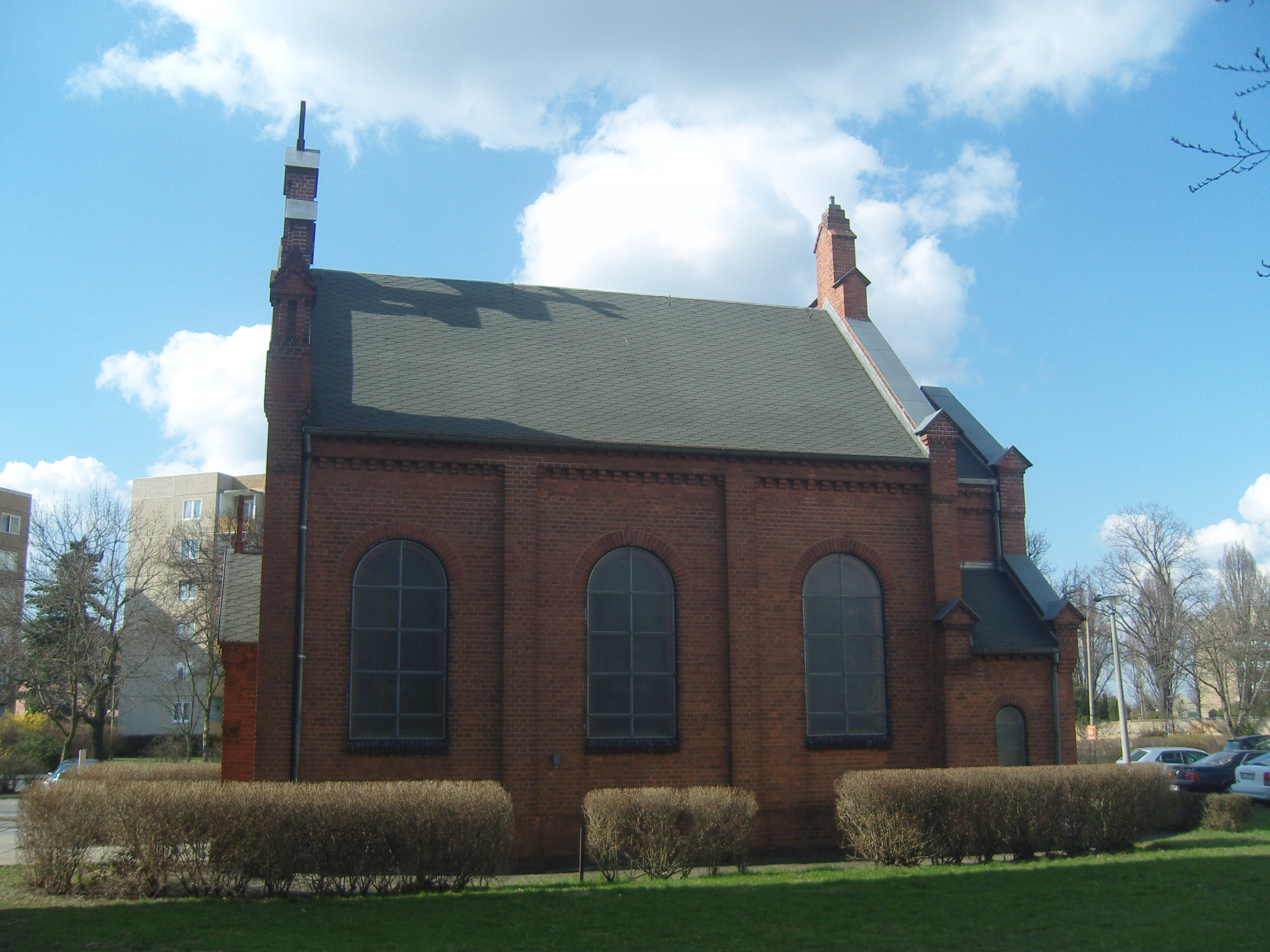
Seitenansicht

Die Lutherkirche oder Altlutherische Kirche in Senftenberg ist das Kirchgebäude der früheren altlutherischen Kirche beziehungsweise deren Nachfolgerin der Selbständigen Evangelisch-Lutherischen Kirche (SELK). Die denkmalgeschützte Kirche befindet sich unweit des Dorfangers des seit 1923 nach Senftenberg eingemeindeten Dorfes Jüttendorf zwischen Briesker Straße, Wehrstraße und Niemtscher Weg. Die Kirche gehört zum Kirchenbezirk Lausitz der SELK.
Ende des 19. Jahrhunderts stieg in Senftenberg aufgrund des Zuzugs von Arbeitern, die im Braunkohlebergbau tätig waren, der Anteil von altkonfessionellen Lutheranern. Am 10. April 1894 stellte Oberpostschaffner Franz Conrad beim Superintendenten Fengler einen Antrag auf Einrichtung eines Predigtortes. Nach der Bestätigung wurde am 14. Oktober 1894 ein Haus in der Weststraße 7 geweiht. Da die Zahl der Gemeindeglieder weiter stieg, musste ein eigenes Gotteshaus errichtet werden. Die Gemeinde und Bürgermeister Karl Ziehm waren für die Kapelle auf dem Alten Friedhof. Der unierte Oberpfarrer Hintersatz war jedoch gegen diesen Plan. So kaufte die Gemeinde als Baugrund ein abgebranntes Scheunengrundstück für 2000 Reichsmark unweit des Alten Friedhofs. Durch die Ilse Bergbau AG wurde der Bau finanziell unterstützt.
Das Gebäude wurde vom Berliner Baumeister Gustav Götze entworfen. Der Senftenberger Maurermeister John übernahm die Bauausführung. Die Grundsteinlegung des Backsteinbaus aus roten Ziegeln fand am 2. April 1900 statt, die Kirchweihe am 2. Dezember 1900.
Während der Novemberpogrome 1938 konnte die Zerstörung der Kirche, in der eine Synagoge vermutet wurde, abgewendet werden. Zum Ende des Zweiten Weltkrieges wurde in der Kirche Munition gelagert. Zu DDR-Zeiten wurden um die Kirche Plattenbauten errichtet.
Die Ausstattung – Altar, Altarbild, Empore, Kanzel, Gestühl, Taufstein sowie die bleiverglasten Fenster – ist noch im Originalzustand. Die Orgel aus dem Jahr 1826 wurde 1901 aus der Kirche aus Sorno überführt. Sie wurde von Johann Christoph Schröther dem Jüngeren geschaffen.